# العلاقات الجنوب سودانية الغينية
العلاقات الجنوب سودانية الغينية هي العلاقات الثنائية التي تجمع بين جنوب السودان وغينيا.

## مقارنة بين البلدين
هذه مقارنة عامة ومرجعية للدولتين:
| وجه المقارنة                                              | جنوب السودان                  | غينيا       |
| --------------------------------------------------------- | ----------------------------- | ----------- |
| المساحة (كم2)                                             | 619.75 ألف                    | 245.86 ألف  |
| عدد السكان (نسمة)                                         | 12.58 مليون                   | 12.72 مليون |
| الكثافة السكانية (ن./كم²)                                 | 20.3                          | 51.74       |
| العاصمة                                                   | جوبا                          | كوناكري     |
| اللغة الرسمية                                             | لغة إنجليزية                  | لغة فرنسية  |
| العملة                                                    | جنيه جنوب سوداني، جنيه سوداني | فرنك غيني   |
| الناتج المحلي الإجمالي (بليون دولار)                      | 2.90 مليار                    | 10.50 مليار |
| الناتج المحلي الإجمالي (تعادل القوة الشرائية) بليون دولار | 22.88 مليار                   | 15.24 مليار |
| الناتج المحلي الإجمالي الاسمي للفرد دولار أمريكي          | 73                            | 531         |
| الناتج المحلي الإجمالي للفرد دولار أمريكي                 | 2.02 ألف                      | 1.22 ألف    |
| مؤشر التنمية البشرية                                      | 0.467                         | 0.411       |
| رمز المكالمات الدولي                                      | +211                          | +224        |
| رمز الإنترنت                                              | .ss                           | .gn         |
| المنطقة الزمنية                                           | ت ع م+03:00                   | 00          |

## منظمات دولية مشتركة
يشترك البلدان في عضوية مجموعة من المنظمات الدولية، منها:
| علم المنظمة | اسم المنظمة                               | تاريخ انضمام جنوب السودان | تاريخ انضمام غينيا |
| ----------- | ----------------------------------------- | ------------------------- | ------------------ |
|             | مؤسسة التنمية الدولية                     | 18 أبريل 2012             | 26 سبتمبر 1969     |
|             | يونسكو                                    | 27 أكتوبر 2011            | 2 فبراير 1960      |
|             | وكالة ضمان الاستثمار متعدد الأطراف        | 18 أبريل 2012             | 5 أكتوبر 1995      |
|             | الأمم المتحدة                             | 14 يوليو 2011             | 12 ديسمبر 1958     |
|             | الاتحاد البريدي العالمي                   | ?                         | ?                  |
|             | البنك الدولي للإنشاء والتعمير             | 18 أبريل 2012             | 28 سبتمبر 1963     |
|             | مؤسسة التمويل الدولية                     | 18 أبريل 2012             | 22 أكتوبر 1982     |
|             | المركز الدولي لتسوية المنازعات الاستشارية | 18 مايو 2012              | 4 ديسمبر 1968      |
|             | منظمة الشرطة الجنائية الدولية             | ?                         | ?                  |
|             | الاتحاد الأفريقي                          | ?                         | 1963               |
|             | البنك الإفريقي للتنمية                    | ?                         | ?                  |

## وصلات خارجية
- موقع وزارة الخارجية الجنوب سودانية